# 徳島県立川島中学校・高等学校
徳島県立川島中学校・高等学校（とくしまけんりつ かわしま ちゅうがっこう・こうとうがっこう）は、徳島県吉野川市川島町桑村字岡山にある県立中高一貫校である。

## 概要
- 2016年04月28日、川島中学校で、オリエンテーリング「忌部の郷巡り」を実施。吉野川市川島町を中心に設けられたコースを回る。恵まれた自然に親しみ、仲間との親睦を深めながら地域の地理や歴史を学ぶのが目的である。2010年から実施している[1]。

## 高等学校の設置学科
- 普通科

## 沿革
- 1880年4月 - 徳島県川島中学校設立
- 1925年4月 - 徳島県立麻植中学校開校[2]
- 1948年4月 - 徳島県立麻植高等学校（普通課程・男子）として発足
- 1949年4月 - 徳島県川島高等学校（普通課程・男女共学）に改称
- 1956年4月 - 徳島県立川島高等学校と改称
- 2006年3月 - 徳島県立川島中学校校舎竣工
- 2006年4月 - 徳島県立川島中学校開校
- 2007年4月 - 徳島県立川島中学・高等学校校歌が新しくなる
- 2010年3月 - 第82回選抜高等学校野球大会出場

## 著名な出身者
- 阿部謙四郎 - 柔道家（旧制麻植中学校）
- 三木申三 - 元徳島県知事（旧制麻植中学校）
- 佃公彦 - 漫画家（旧制麻植中学校）
- 川真田哲哉 - 元吉野川市長
- 森本智 -元プロ野球選手
- 服部泰卓 - 元プロ野球選手
- 秋山博康 - タレント、俳優、犯罪評論家・元徳島県警察警部